# Gothique perpendiculaire

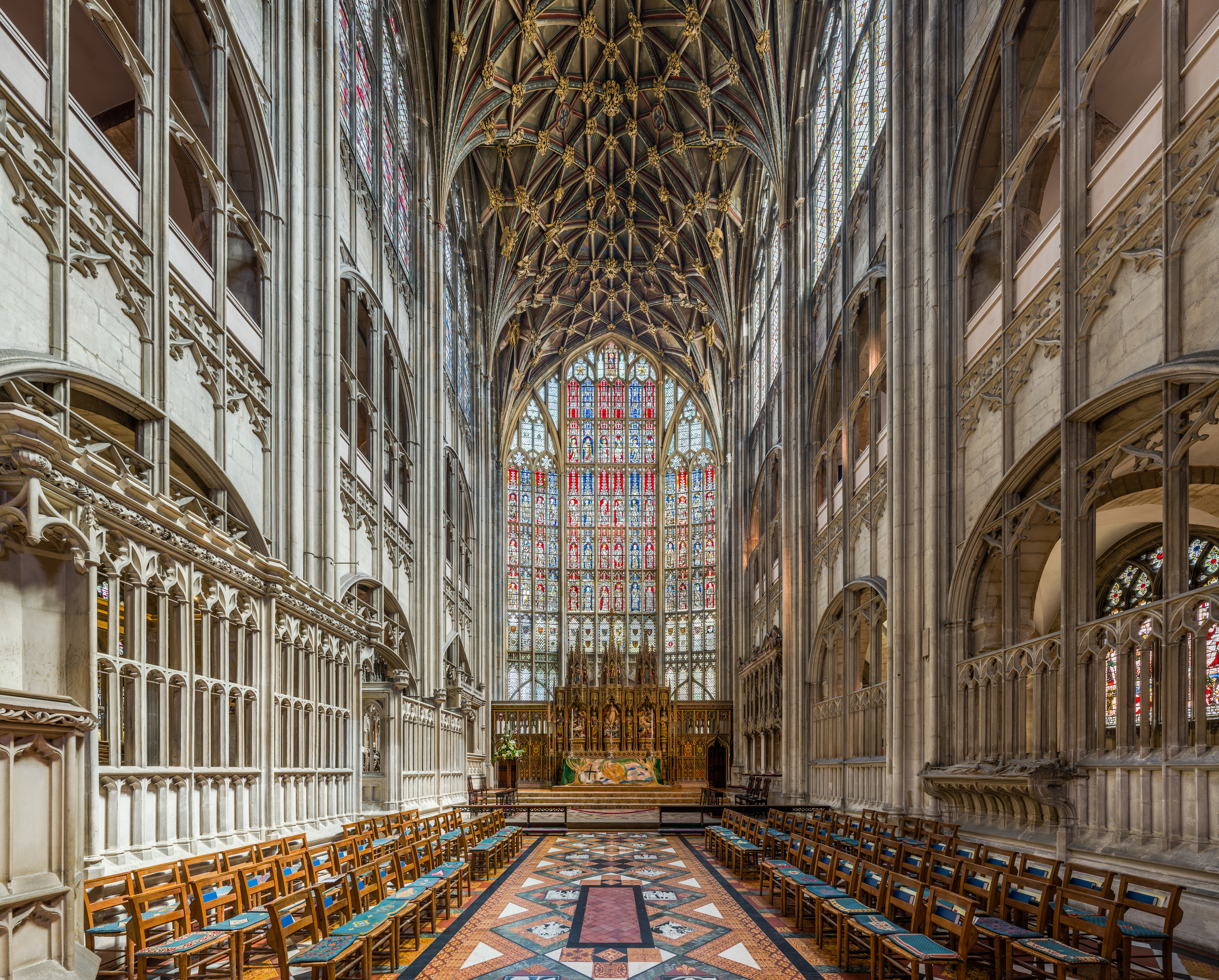
Les intérieurs de la cathédrale de Gloucester donnent l'impression d'une cage de pierre et de verre typique de l’architecture perpendiculaire. L'art des remplages est plus sobre que dans le gothique flamboyant, les bossages moins protubérants.

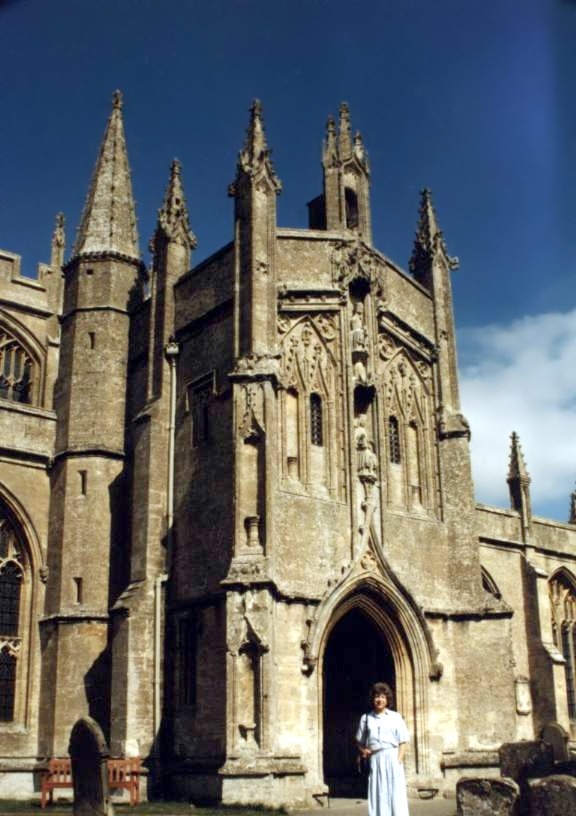
Le porche sud à deux niveaux finement ciselé de Northleach, dans le Gloucestershire (1480).

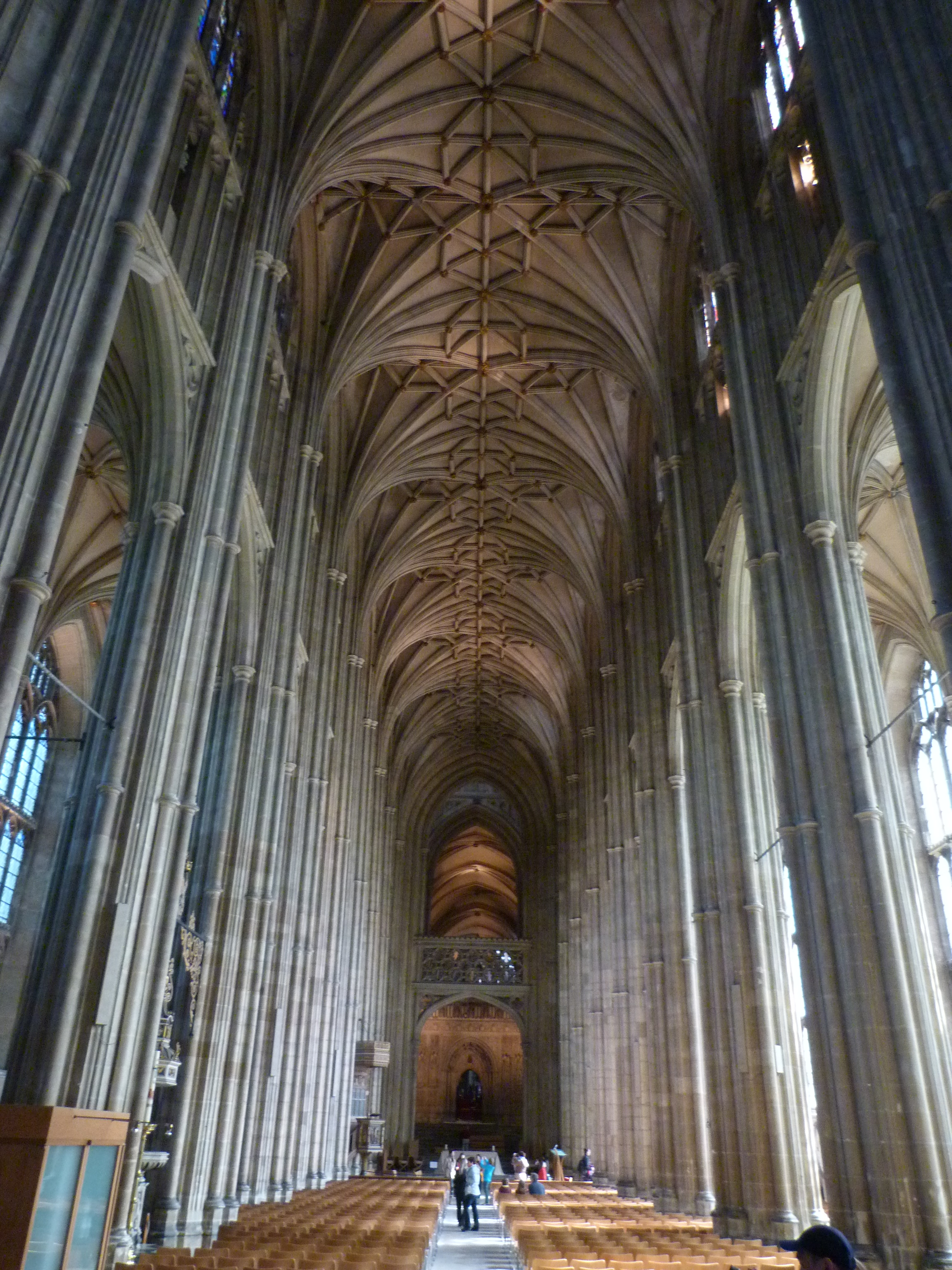
Nef de la Cathédrale de Canterbury.

Le gothique perpendiculaire (on dit plus simplement le Perpendiculaire) est la troisième période de l’architecture gothique en Angleterre. Il doit son nom à sa prédilection pour les lignes verticales. Edmund Sharpe a suggéré de le qualifier de « gothique rectiligne », suggestion retenue par quelques auteurs anglophones comme plus précise, mais qui ne s'est pas imposée à ce jour.

## Développement
Le gothique perpendiculaire s'exprime à l'état pur dans la théâtralité verticale de la chapelle de Kings College à Cambridge. Le style perpendiculaire serait apparu vers 1350 : Harvey (1978) voit dans le chapitre du vieux Saint-Paul, construit par William Ramsey en 1332, le premier exemple en date de style perpendiculaire achevé. Évolution du style décoré de la fin du XIIIe siècle et du début du XIVe siècle, il a perduré jusqu'au milieu du XVIe siècle. 
Il naît à l’époque des architectes royaux William Ramsey et John Sponlee, et s’épanouit dans les créations d’Henri Yevele et William Wynford. Toutefois, le terme « perpendiculaire » ne remonte qu'au XIXe siècle, avec les descriptions de l'architecte et historien du christianisme Thomas Rickman.
Dans les ultimes exemples de la Période décorée, les cerclages sont remplacés dans le remplage des vitraux par des arcs à double courbure déjà présents dans l’ornementation flamboyante sur le continent : l’introduction de lignes perpendiculaires serait une réaction de même type. Ce style est déjà perceptible dans le chœur de la cathédrale de Gloucester (1335) mais on situe plus généralement son développement au cours de la période qui a suivi l'épidémie de peste noire, laquelle a décimé un tiers de la population de l'Angleterre en 18 mois, entre juin 1348 et décembre 1349, et dont une réplique, en 1361–62, en a emporté encore un cinquième. Ce désastre aurait bouleversé aussi les arts et la culture, qui auraient pris un tour franchement morbide et pessimiste.
Il a souvent été écrit,, en effet, que l'architecture perpendiculaire est l'expression d'un peuple abattu par la fatalité qui, obsédé par la mort et le désespoir, ne peut plus supporter la flamboyance et l'exaltation du style décoré. Le manque de main d’œuvre, conséquence de la dépopulation, aurait poussé les architectes à concevoir des motifs plus grossiers. Cependant, l'enthousiasme pour ce style, dont témoigne le nombre d'églises qui l'ont repris, ainsi que sa longévité (il a persisté jusqu'à la Réforme anglicane), réfutent la réduction à un contexte uniquement matériel.

## Traits caractéristiques

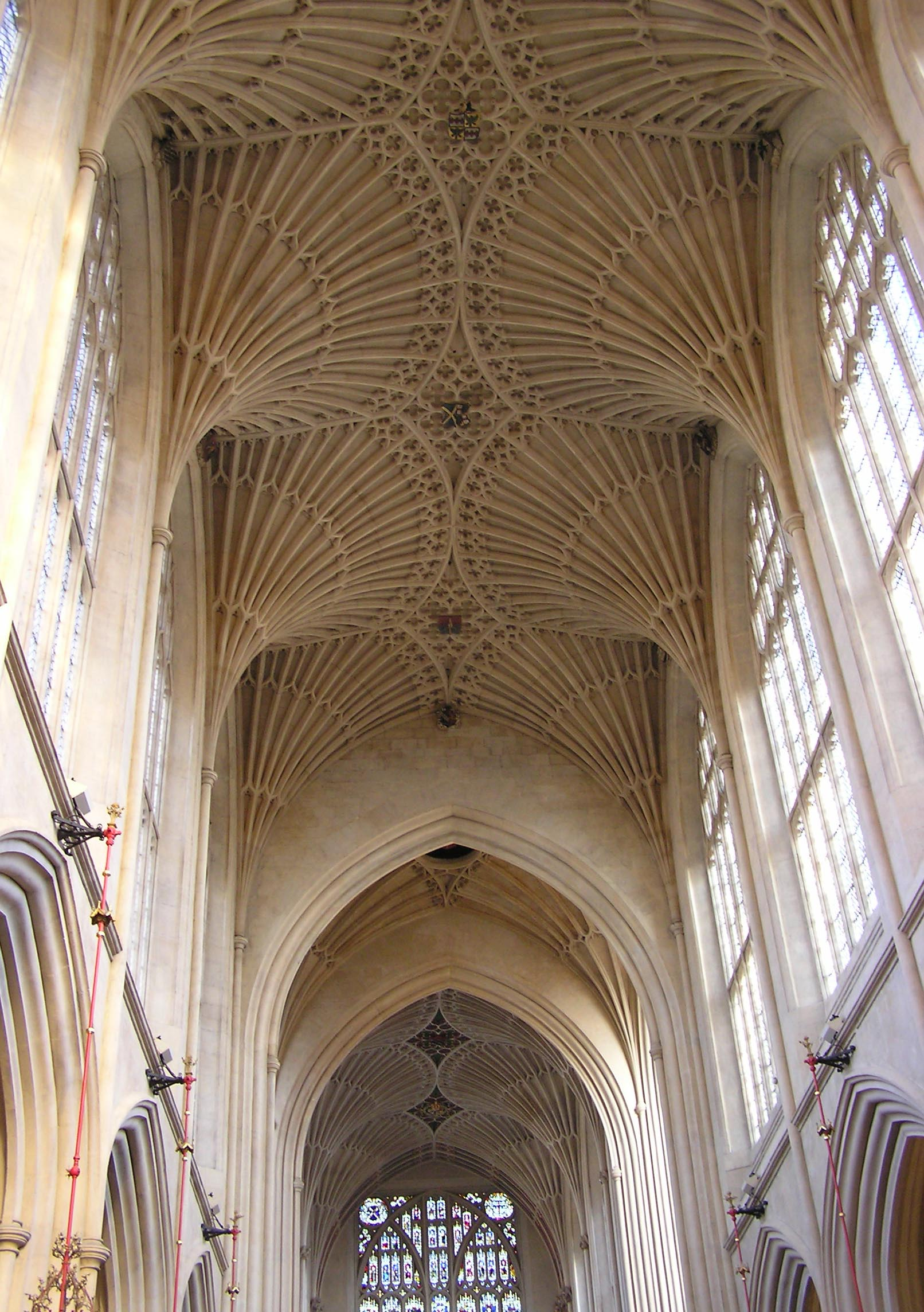
Abbaye de Bath

La verticalité de ce style s'exprime en particulier dans la hardiesse du dessin des baies, d'une hauteur exubérante, avec des meneaux beaucoup plus fins qu'au cours de la période précédente, laissant libre cours à l’art des vitraillistes. Les meneaux des vitraux se prolongent verticalement jusqu'à la naissance de l'arcature des baies, et se prolongent à leur sommet par des meneaux plus petits et des impostes dessinant des niches rectangulaires (« tracerie de panneaux »). Les arcs boutants et les parements sont de même rythmés de cloisons rectangulaires étirées verticalement. L'art et la technique de la croisée d'ogives connaît son apogée, avec la multiplication de liernes multipartites et la voûte en éventail.
Les porches sont souvent nichés dans un cadre carré surplombé d'ornements, les écoinçons sont ornés de quatre-feuilles ou de remplages. On continue de recourir à l'arc brisé pendant toute cette période, mais on constate l’introduction des arcs en accolade et des arcs Tudor en anse de panier.
Le triforium disparaît des églises, remplacé par des baies aveugles cloisonnées, et la claire-voie, souvent l'élément le plus spectaculaire des églises de ce style, gagne encore en hauteur. Les ornements sont moins protubérants qu'au cours des phases antérieures du gothique, et une des caractéristiques essentielles est l’introduction de grandes niches elliptiques.
Les charpentes comptent parmi les plus belles réalisations du gothique perpendiculaire : les charpentes à blochet, comme celles de Westminster Hall (1395), de Christ Church (Oxford), de Trinity College (Cambridge) et de Crosby Hall, datent de cette époque. Dans les comtés du sud de l'Angleterre, et surtout dans les cités drapières d'Est-Anglie, où l'emploi du silex est commun dans l'appareillage, on voit se développer un appareil mixte à parpaing et silex (flushwork).

## Édifices remarquables

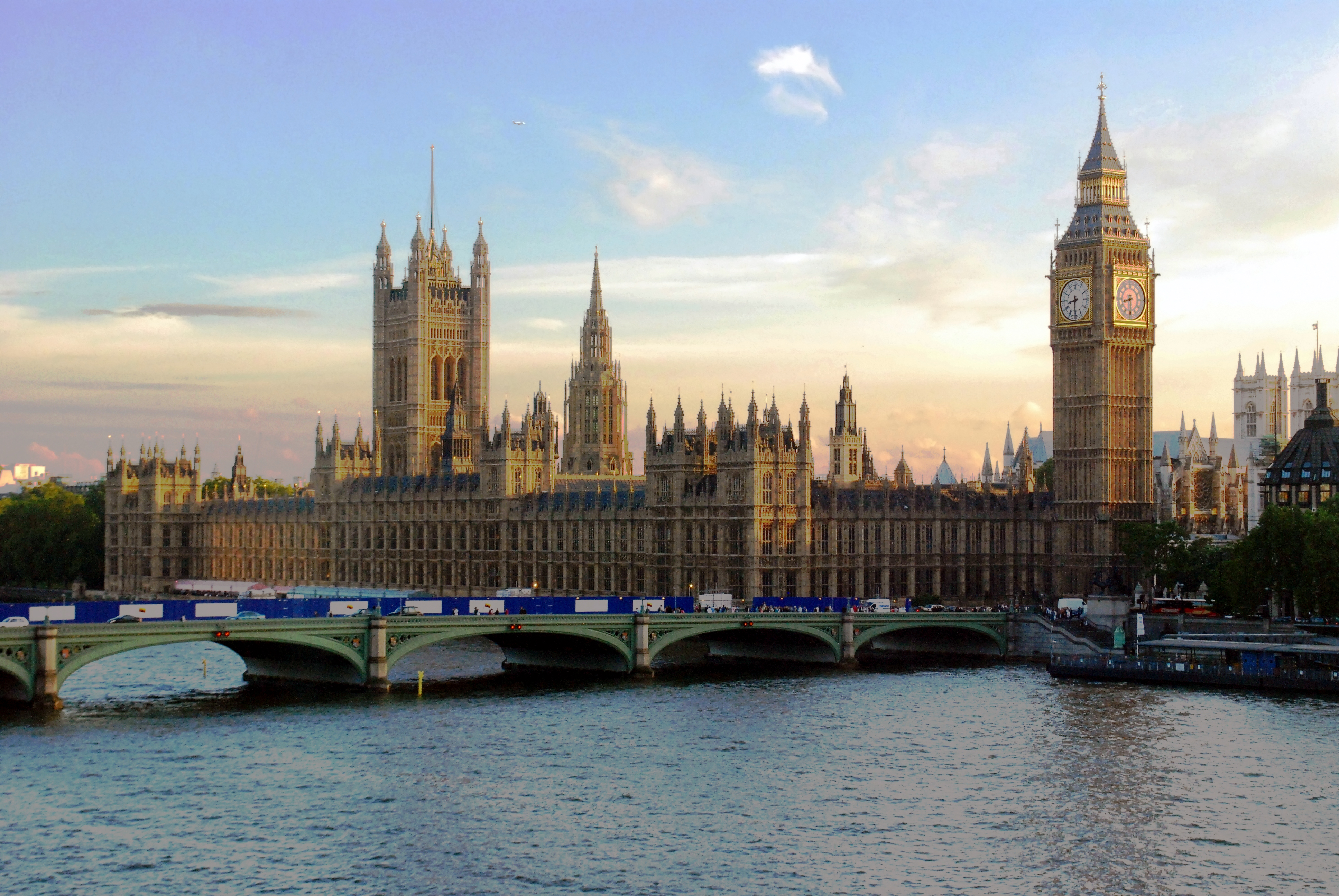
L'un des rares exemples de Gothique perpendiculaire réalisés au cours du néo-gothique est le Palais de Westminster.

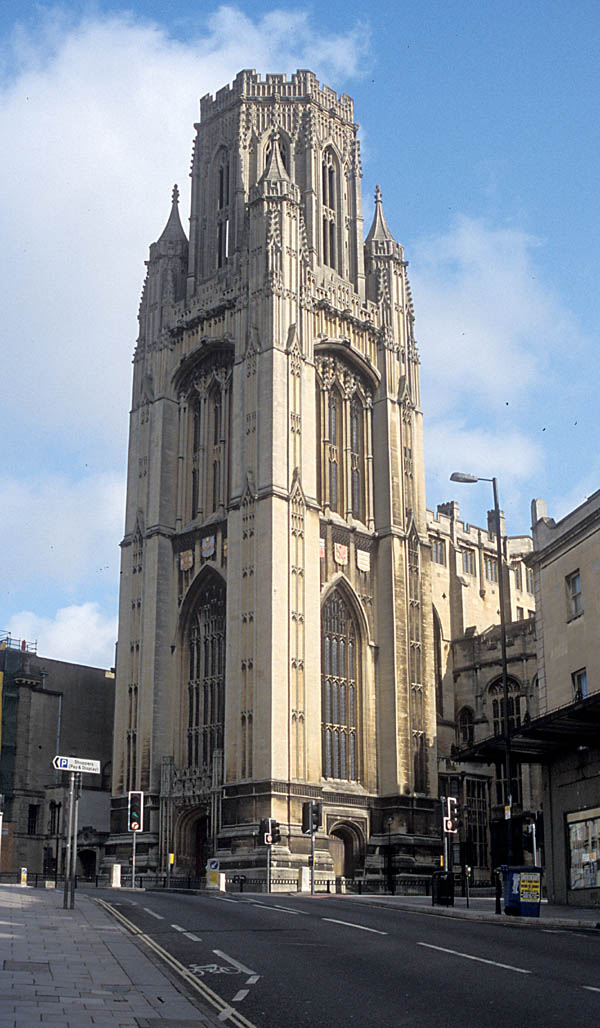
Le Mémorial Wills de l'université de Bristol.

Les plus anciens exemples de la Période perpendiculaire se trouvent dans la cathédrale de Gloucester (1335), où les tailleurs de pierre semblent avoir devancé ceux des autres villes du royaume : les voûtes en éventail du cloître y sont particulièrement soignées. On trouve des reprises et réparations de style perpendiculaire dans plusieurs petites églises d'Angleterre, d'un art médiocre qui n'est plus à la hauteur, techniquement parlant, de l'ornementation en pierre antérieure : pour les sorties scolaires, ces églises portent témoignage des conséquences sociales des épidémies qui ont frappé le pays.
Voici quelques autres édifices remarquables dans ce style :
- Chapelle de Kings College (1446–1515), à Cambridge
- Chapelle du collège d'Eton (1448–1482)
- Tour de New College (Oxford) (1380–86, Henri Yevele) ;
- Faculté de théologie d'Oxford (1427–83) ;
- Chapelle des Beauchamp de la Collégiale Sainte-Marie de Warwick (en) (1381–91) ;
- Flèche et tour de la Cathédrale d'York (1389–1407) ;
- Reprises de la nef et des collatéraux de la cathédrale de Winchester (1399–1419) ;
- Transept et tour du Merton College (Oxford) (1424–50) ;
- cathédrale de Manchester (1422) ;
- La tour-lanterne de la cathédrale de Gloucester (1454–57) ;
- La tour centrale de Magdalen College (Oxford) (1475–80) ;
- Chœur de l’Abbaye de Sherborne (1475–c. 1580) ;
- Collégiale de la Sainte Trinité, Tattershall, Lincolnshire. (c. 1490 – 1500)  ;
- Charterhouse, dans le Surrey : communs et chapelle.

Parmi les réalisations plus tardives, citons l'abbaye de Bath (entre 1500 et 1537, mais profondément restaurée dans les années 1860), la chapelle Notre-Dame d'Henri VII à l’Abbaye de Westminster (1503–1519), les tours de l’église Saint-Gilles de Wrexham et l’église Sainte-Marie-Madeleine de Taunton (1503–1508).
Le style perpendiculaire s'est moins exprimé que le style décoré dans le style néogothique ; toutefois, il est manifeste dans le nouveau Palais de Westminster (qui abrite les maisons du Parlement d'Angleterre), le Mémorial Wills (en) de l'université de Bristol (1915–25) et la cathédrale Saint-André de Sydney.